# Ильхан, Мюфиде
Мюфиде Ильхан (19 февраля 1911, Мерсин — 2 февраля 1996, Бодрум) — турецкий педагог и государственный деятель. Первая женщина-мэр Турции.

## Биография
Мюфиде Ильхан родилась 11 февраля 1911 года в Мерсине. Её отец Мустафа Назиф был армейским офицером, мать Эмине — домохозяйкой. Когда Мюфиде было четыре года, её отец погиб во время одного из боёв Дарданелльской операции. Полководец Февзи Чакмак приходился Мюфиде дядей, он был братом её отца. После окончания Первой мировой войны Мерсин на короткое время был оккупирован французской армией, поэтому Мюфиде Ильхан завершила своё начальное образование в Анкаре. После освобождения Стамбула Мюфиде закончила там школу для девочек. В 1928 году она окончила педагогический лицей. Затем работала учительницей в Стамбуле.
Мюфиде Ильхан вышла замуж за доктора Фарука Ильхана. В браке у них родилось семеро детей Супруги часто ездили по городам Турции, затем учились в Берлине. В 1937 году Мюфиде и Фарук Ильханы вернулись в Турцию, но затем снова покинули её. Фарук Ильхан получил предложение преподавать в медицинской школе при Кабульском университете в Афганистане, поэтому супруги отправились туда. Также Мюфиде и Фарук Ильханы ездили по Ираку, там они совершили водное путешествие из Басры до Карачи. В 1945 году супруги хотели вернуться в Турцию, но поскольку из-за войны поездка по морю оказалась невозможной, они вернулись, проехав через Иран на машине. После возвращения в Турцию в 1946 году супруги занялись политикой.
В 1950 году на всеобщих выборах победила Демократическая партия, прервав 27-летнее правление Республиканской народной партии. Мюфиде Ильхан баллотировалась от Демократической партии в главы Мерсина и победила, став первой женщиной-мэром в истории Турции, благодаря чему Мюфиде получила широкую известность.
В 1951 году Мюфиде Ильхан ушла с поста мэра и вышла из партии.
В 1968—1981 годах Мюфиде Ильхан преподавала в Германии, обучая турецких иммигрантов. Также она работала в ряде благотворительных организаций и оказывала помощь больницам и дому престарелых в Мерсине.